# Civilization IV
Civilization IV je strateška računalniška igra, četrti del v seriji Civilization. Izšla je leta 2005 pri založnikih 2K Games in Aspyr, sprva za operacijski sistem Microsoft Windows in leto kasneje še za Mac OS X. Julija 2006 je izšla razširitev Warlords, julija 2007 pa še druga razširitev z naslovom Beyond the Sword. Leta 2007 je izšel komplet z naslovom Civilization IV: Complete, ki vsebuje osnovno igro in obe razširitvi.
Kot predhodnice je tudi Civilization IV potezna strateška igra 4X, v kateri igralec prične leta 4000 pr. n. št. z enim naseljencem, ki lahko zgradi eno mesto. Iz tega mora razviti svojo civilizacijo s skrbnim upravljanjem z viri, pri čemer tekmuje z drugimi civilizacijami, ki jih lahko upravlja računalnik ali drugi igralci prek omrežne povezave.

## Sistemske zahteve
Windows 2000/XP/Vista 
 1.2 GHz procesor 
 256 MB RAM 
  1.7 GB prostora na disku 
 4x DVD pogon 
 DirectX 9.0c–kompatibilna grafična kartica s 64 MB RAM in strojno podporo za T&L ter pixel shader 
 DirectX 9.0c-kompatibilna zvočna kartica